# أجور تاران
أجور تاران (29 ديسمبر 1983 في أوزبكستان - ) هو لاعب كرة قدم أوزبكستاني في مركز الهجوم. شارك مع منتخب أوزبكستان لكرة القدم. أما مع النوادي، فقد لعب مع نادي بونيودكور ونادي نسف قرشي ونادي أنديجان وFC Shurtan ‏.

## روابط خارجية
- أجور تاران على موقع قاعدة بيانات كرة القدم.إي يو (الإنجليزية)
- أجور تاران على موقع ناشيونال فوتبول تيمز (الإنجليزية)
- أجور تاران على موقع Soccerway.com (الإنجليزية)